# Gortyna intermixta
Gortyna intermixta là một loài bướm đêm trong họ Noctuidae.